# USS Ira Jeffery (DE-63)
USS Ira Jeffery (DE-63/APD-44) là một tàu hộ tống khu trục lớp Buckley được Hải quân Hoa Kỳ chế tạo trong Chiến tranh Thế giới thứ hai. Tên nó được đặt theo Thiếu úy Hải quân Ira Weil Jeffery (1918-1941), người từng phục vụ trên thiết giáp hạm California (BB-44) và đã tử trận trong cuộc tấn công Trân Châu Cảng vào ngày 7 tháng 12, 1941. Nó đã phục vụ trong chiến tranh cho đến đầu năm 1945, khi được cải biến thành một tàu vận chuyển cao tốc mang ký hiệu lườn APD-44, và tiếp tục phục vụ cho đến khi chiến tranh kết thúc. Con tàu được cho xuất biên chế năm 1946 và bị đánh chìm như một mục tiêu vào năm 1962.

## Thiết kế và chế tạo
Những chiếc thuộc lớp tàu hộ tống khu trục Buckley có chiều dài chung 306 ft (93 m), mạn tàu rộng 37 ft 1 in (11,30 m) và độ sâu mớn nước khi đầy tải là 11 ft 3 in (3,43 m). Chúng có trọng lượng choán nước tiêu chuẩn 1.400 tấn Anh (1.400 t); và lên đến 1.740 tấn Anh (1.770 t) khi đầy tải. Hệ thống động lực bao gồm hai turbine hơi nước General Electric công suất 13.500 mã lực (10.100 kW), dẫn động hai máy phát điện công suất 9.200 kilôwatt (12.300 hp) để vận hành hai trục chân vịt;  công suất 12.000 hp (8.900 kW) cho phép đạt được tốc độ tối đa 23 kn (26 mph; 43 km/h), và có dự trữ hành trình 6.000 nmi (6.900 mi; 11.000 km) khi di chuyển ở vận tốc đường trường 12 kn (14 mph; 22 km/h).
Vũ khí trang bị bao gồm ba pháo 3 in (76 mm)/50 cal trên tháp pháo nòng đơn có thể đối hạm hoặc phòng không, một khẩu đội 1,1 inch/75 caliber bốn nòng và tám pháo phòng không Oerlikon 20 mm. Vũ khí chống ngầm bao gồm một dàn súng cối chống tàu ngầm Hedgehog Mk. 10 (có 24 nòng và mang theo 144 quả đạn); hai đường ray Mk. 9 và tám máy phóng K3 Mk. 6 để thả mìn sâu. Khác biệt đáng kể so với lớp Evarts dẫn trước là chúng có thêm ba ống phóng ngư lôi Mark 15 21 inch (533 mm). Thủy thủ đoàn đầy đủ bao gồm 186 sĩ quan và thủy thủ.
Ira Jeffery được đặt lườn như là chiếc Jeffery tại xưởng tàu của hãng Bethlehem-Hingham Shipyard, Inc., ở Hingham, Massachusetts vào ngày 13 tháng 2, 1943. Nó được hạ thủy vào ngày 15 tháng 5, 1943; được đỡ đầu bởi bà D. C. Jeffery, mẹ Thiếu úy Jeffery, rồi được đổi tên thành Ira Jeffery vào ngày 29 tháng 7, 1943 trước khi nhập biên chế vào ngày 15 tháng 8, 1943 dưới quyền chỉ huy của Hạm trưởng, Thiếu tá Hải quân Robert Atwood Fitch.

## Lịch sử hoạt động
Ira Jeffery tiến hành chạy thử máy huấn luyện tại vùng biển Bermuda và tại Casco Bay, Maine, trước khi đi đến Căn cứ Ngư lôi Hải quân tại Quonset, Rhode Island để thử nghiệm thiết bị âm thanh gây nhiễu nhằm đối phó loại ngư lôi dò âm G7es của Đức. Nó đi đến New York và khởi hành từ cảng này vào ngày 5 tháng 11, 1943 cho chuyến hộ tống vận tải vượt Đại Tây Dương đầu tiên. Trong một năm tiếp theo, nó đã thực hiện thêm bảy chuyến hộ tống vận tải khứ hồi giữa Hoa Kỳ và các cảng Anh hoặc Bắc Ireland, trong giai đoạn phe Đồng Minh đang tích lũy lực lượng nhằm chuẩn bị để tiến hành Chiến dịch Overlord.
Sau khi quay trở về Charleston, South Carolina vào ngày 22 tháng 10, Ira Jeffery gia nhập thành phần hộ tống một đoàn tàu lớn bao gồm tàu kéo, sà lan vận chuyển cần cẩu và máy phát điện hướng sang các cảng châu Âu. Trong chặng quay trở về Hoa Kỳ, nó hộ tống tàu bè và tàu đổ bộ bị hư hại sau cuộc Đổ bộ Normandy. Tại vị trí về phía Đông Bắc Azores vào ngày 20 tháng 12, đoàn tàu bị tàu ngầm U-boat Đức U-870 tấn công, đánh chìm LST-359 và gây hư hại cho tàu chị em Fogg (DE-57). Phản ứng nhanh chóng và hiệu quả của lực lượng hộ tống đã ngăn chặn được chiếc U-boat, không để thiệt hại thêm. Ira Jeffery đã hộ tống con tàu bị hư hại vượt qua vùng biển sóng gió để về đến cảng an toàn.
Quay trở về Hoa Kỳ vào ngày 1 tháng 2, 1945, Ira Jeffery trải qua hai tuần lễ hoạt động thử nghiệm thủy lôi trong vịnh Chesapeake, rồi đi vào Xưởng hải quân New York vào ngày 15 tháng 2 để được cải biến thành một tàu vận chuyển cao tốc lớp Charles Lawrence. Sau nhiều cải tiến và bổ sung chỗ nghỉ ngơi cho binh lính đổ bộ, và được xếp lại lớp với ký hiệu lườn mới APD-44 vào ngày 23 tháng 2, nó rời xưởng tàu vào ngày 12 tháng 5 để tiến hành chạy thử máy trong vịnh Chesapeake. Nó khởi hành vào ngày 25 tháng 5, hộ tống cho tàu sân bay Antietam (CV-36) đi sang khu vực Mặt trận Thái Bình Dương, băng qua kênh đào Panama và đi đến Trân Châu Cảng vào ngày 18 tháng 6.
Sau khi hoạt động huấn luyện tại khu vực quần đảo Hawaii, Ira Jeffery quay trở về San Diego vào ngày 23 tháng 7 để tiếp tục huấn luyện cùng các đội phá hoại dưới nước (UDT: Underwater Demolition Team). Nó lên đường hướng sang Viễn Đông vào ngày 16 tháng 8, một ngày sau khi Nhật Bản đã chấp nhận đầu hàng vào ngày 15 tháng 8 giúp kết thúc cuộc xung đột. Đi ngang qua Eniwetok, Ulithi và Manila, con tàu thực hành cùng đội UDT tại khu vực vịnh Lingayen trước khi lên đường đi Wakayama, Nhật Bản, nơi các đội UDT rà soát các bãi đổ bộ dọn đường cho việc đổ bộ của lực lượng chiếm đóng. Sau khi hoàn thành hiệm vụ, nó lên đường quay trở về Hoa Kỳ, về đến San Diego vào ngày 20 tháng 11.
Ira Jeffery tiếp tục hành trình băng qua kênh đào Panama để đi sang vùng bờ Đông, đi đến Philadelphia vào ngày 8 tháng 12, và được sửa chữa tại đây. Sau đó nó đi đến Jacksonville, Florida, và được cho xuất biên chế tại Green Cove Springs, Florida vào ngày 18 tháng 6, 1946, được đưa về Hạm đội Dự bị Đại Tây Dương. Tên nó được cho rút khỏi danh sách Đăng bạ Hải quân vào ngày 1 tháng 6, 1960; và con tàu bị đánh chìm như một mục tiêu, khi bị ngư lôi Mark 16 thử nghiệm phóng từ tàu ngầm Sennet (SS-408) đánh chìm vào ngày 31 tháng 7, 1962.

## Phần thưởng[7]
|  |  |  |
|  |  |  |

| Dãi băng Hoạt động Tác chiến (truy tặng)      | Dãi băng Hoạt động Tác chiến (truy tặng)           | Huân chương Chiến dịch Hoa Kỳ                      | Huân chương Chiến dịch Hoa Kỳ        |
| Huân chương Chiến dịch Châu Á-Thái Bình Dương | Huân chương Chiến dịch Châu Âu-Châu Phi-Trung Đông | Huân chương Chiến dịch Châu Âu-Châu Phi-Trung Đông | Huân chương Chiến thắng Thế Chiến II |